# Gadofosveset
Gadofosveset (tên thương mại Vasovist, Ablavar) là một thuốc cản quang MRI dựa trên gadolinium. Nó đã được sử dụng như là dạng monohydrate muối trisodium. Nó hoạt động như một tác nhân nhóm máu bằng cách liên kết với albumin huyết thanh người. Nhà sản xuất (Lantheus Medical) đã ngừng sản xuất vào năm 2017 do doanh số kém.